# أحمد أباد (ملكان)
أحمد أباد هي قرية في مقاطعة ملكان، إيران. يقدر عدد سكانها بـ 546 نسمة بحسب إحصاء 2016.